# Doucy-en-Bauges
Doucy-en-Bauges ist eine französische Gemeinde mit 95 Einwohnern (Stand 1. Januar 2022) im Département Savoie in der Region Auvergne-Rhône-Alpes. Sie gehört zum Arrondissement Chambéry und zum Kanton Saint-Alban-Leysse. Die Bewohner werden Doucerains und Douceraines genannt.

## Geographie
Doucy-en-Bauges liegt auf 900 m, etwa 24 Kilometer nordöstlich der Präfektur Chambéry und 24 Kilometer südlich der Stadt Annecy (Luftlinie). Das Bergdorf erstreckt sich im Nordwesten des Département Savoie, im Zentrum des Massivs der Bauges, im Tal des Ruisseau du Grand Nant (Seitenbach des Chéran), zwischen den Berggipfeln von Mont Julioz im Westen und Mont Trélod im Osten.

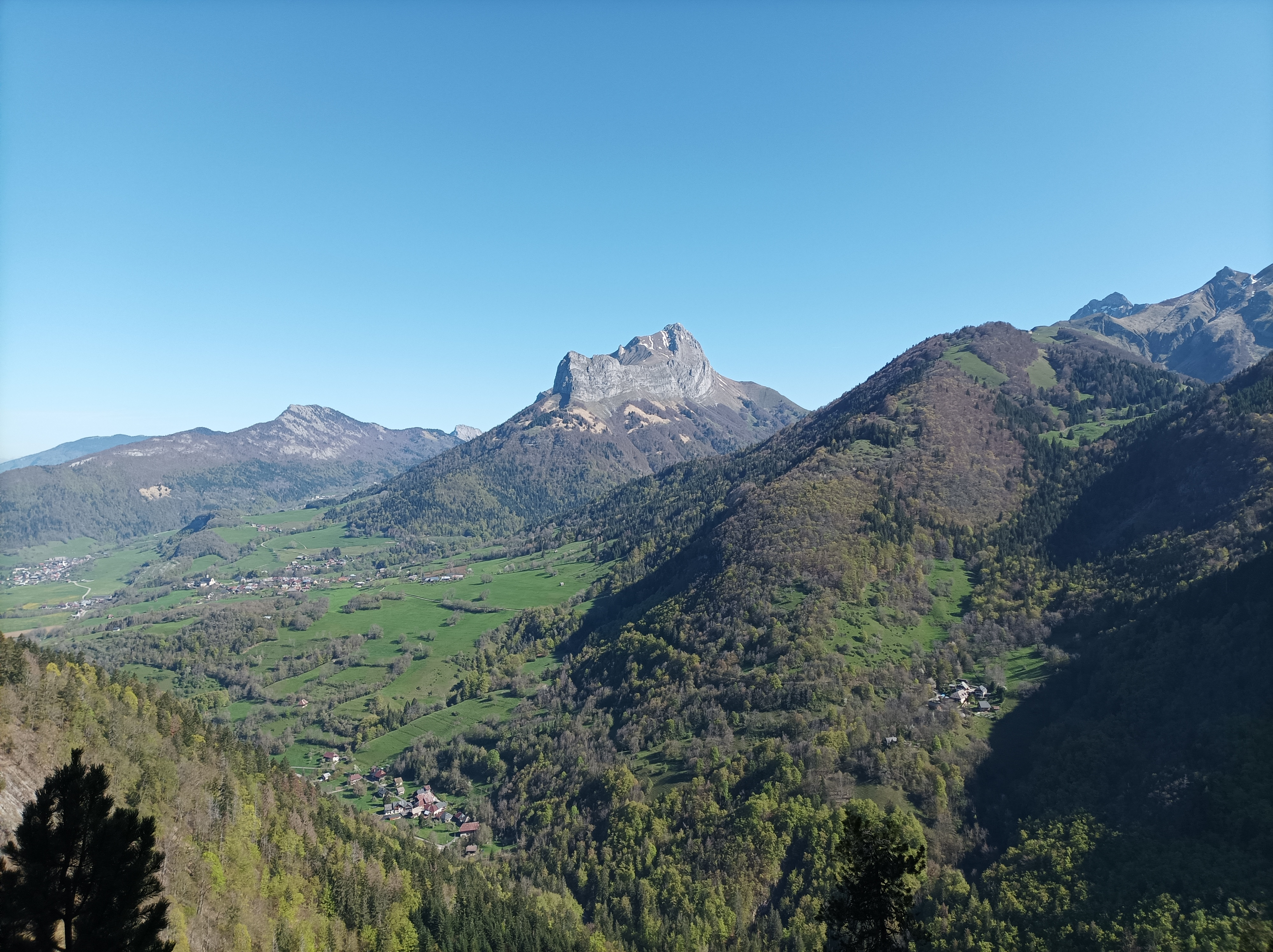
Mont Trélod

Die Fläche des 12,65 km² großen Gemeindegebiets umfasst einen Abschnitt des Massivs der Bauges. Das Gebiet wird vom Ruisseau du Grand Nant in einem stetig abfallenden Tal nach Süden zum Chéran entwässert. Im Westen wird das Tal vom scharfen Berggrat des Mont Julioz (1673 m) flankiert. Die nördliche Grenze liegt im Bereich des Sattels Golet de Doucy (1329 m), der zum Einzugsgebiet des Ruisseau de Bellecombe überleitet. Nach Osten erstreckt sich das Gemeindeareal bis auf den Kamm der Montagne du Charbon (in der Dent des Portes 1932 m) und auf den Kalkgipfel des Mont Trélod, auf dem mit 2176 m die höchste Erhebung von Doucy-en-Bauges erreicht wird. Der Westabhang dieser Bergkette weist eine markante Felswand auf.
Zu Doucy-en-Bauges gehören neben dem eigentlichen Ortskern auch verschiedene Weilersiedlungen und Gehöfte (alle im Tal des Grand Nant), darunter:
- Doucy-Dessous (880 m)
- Magnoux (920 m)
- La Chapelle (950 m)
- Le Cul du Bois (1040 m)

Nachbargemeinden von Doucy-en-Bauges sind Bellecombe-en-Bauges im Norden, Chevaline im Osten, Jarsy und La Compôte im Süden sowie Le Châtelard im Westen. Die Gemeinde liegt innerhalb des Regionalen Naturparks Massif des Bauges (frz.: Parc naturel régional du Massif des Bauges).

## Geschichte
Die erste urkundliche Erwähnung von Doucy-en-Bauges erfolgte im Jahre 1090 unter dem Namen Dulciacum. Später erschienen die Bezeichnungen Dolciacum (1215) und Parrochia Douciaci (1432). Der Ortsname geht auf den gallorömischen Personennamen Dulcius zurück und bedeutet so viel wie Landgut des Dulcius. Vom Mittelalter bis zum Ende des Ancien Régime, als Savoyen von der französischen Republik annektiert wurde, gehörte Doucy zur Herrschaft Bauges. 1933 wurde der offizielle Gemeindename von Doucy in Doucy-en-Bauges abgeändert, um Verwechslungen mit der Ortschaft Doucy in der Tarentaise zu vermeiden.

## Sehenswürdigkeiten

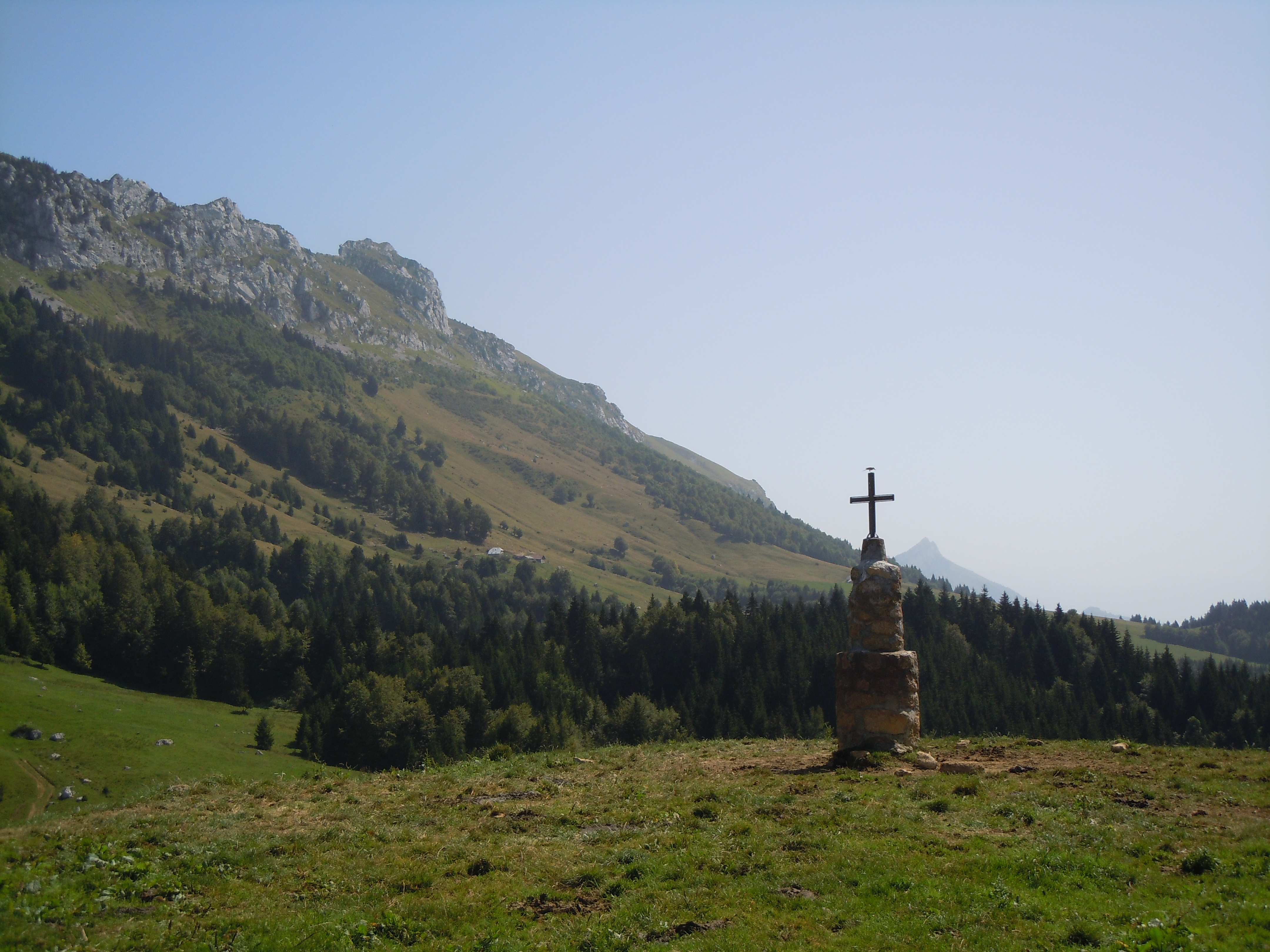
Der Berg Dent des Portes oberhalb von Doucy

Die Dorfkirche Saint-Antonin stammt aus dem 19. Jahrhundert.

## Bevölkerung
| Jahr                       | 1962 | 1968 | 1975 | 1982 | 1990 | 1999 | 2006 | 2011 | 2020 |
| Einwohner                  | 205  | 180  | 113  | 100  | 86   | 74   | 82   | 97   | 97   |
| Quellen: Cassini und INSEE |      |      |      |      |      |      |      |      |      |

Mit 95 Einwohnern (Stand 1. Januar 2022) gehört Doucy-en-Bauges zu den kleinsten Gemeinden des Département Savoie. Nachdem die Einwohnerzahl in der ersten Hälfte des 20. Jahrhunderts stark rückläufig war, wurde in den letzten Jahren eine Stagnation verzeichnet.

## Wirtschaft und Infrastruktur
Doucy-en-Bauges lebt noch heute von der Landwirtschaft, insbesondere von Milchwirtschaft und Viehzucht. Einige Erwerbstätige sind Pendler, die in den größeren Ortschaften der Umgebung ihrer Arbeit nachgehen.
Die Ortschaft liegt abseits der größeren Durchgangsstraßen. Die Hauptzufahrt erfolgt vom Dorf La Compôte im Tal des Chéran. Eine weitere Straßenverbindung besteht mit Jarsy.